# Hofkirchen im Mühlkreis
Hofkirchen im Mühlkreis ist eine oberösterreichische Marktgemeinde im Bezirk Rohrbach mit 1547 Einwohnern (Stand 1. Jänner 2025). Die Gemeinde liegt im Gerichtsbezirk Rohrbach. Bis Ende 2002 gehörte die Gemeinde zum Gerichtsbezirk Lembach.

## Geographie
Hofkirchen liegt auf einer Höhe von 601 m ü. A. im südwestlichen Randbereich des Bezirks Rohrbach im oberen Mühlviertel. Bezogen auf die naturschutzfachliche Raumgliederung hat das Gemeindegebiet Anteil an den Raumeinheiten Zentralmühlviertler Hochland, Südliche Böhmerwaldausläufer und Donauschlucht und Nebentäler. Das Gebiet fällt von Norden nach
Süden hin langsam und durch zahlreiche Kuppen und Mulden strukturiert ab, wodurch auch eine Hauptentwässerungsrichtung besteht. Die Ausdehnung beträgt von Nord nach Süd 8,9 km, von West nach Ost 7,4 km, die Gesamtfläche umfasst 22,59 km². Hofkirchen liegt damit im oberen Mittelfeld der Gemeinden des Bezirks. Mit 66 Einwohnern pro km² lag Hofkirchen 2013 ebenfalls im Mittelfeld der Gemeinden. Das Gemeindegebiet erstreckt sich über eine durchschnittliche Höhe zwischen 550 und 650 Meter, wobei die niedrigste Stelle der Gemeinde im Donautal bei rund 280 Metern und der höchste Punkt der Gemeinden bei rund 810 Metern liegt. 2001 waren 35,5 Prozent der Gemeindefläche bewaldet, 49,6 Prozent der Fläche wurden landwirtschaftlich genutzt. Im Vergleich mit dem Bundesland Oberösterreich liegt Hofkirchen damit im oberösterreichischen Durchschnitt (Oberösterreich: 38,3 Prozent bzw. 49,3 Prozent). Der Anteil sonstiger Nutzungen (Bauflächen, Gärten, Gewässer und anderes) liegt mit 14,9 Prozent ebenfalls im Oberösterreichischen Durchschnitt von 13,8 Prozent. Nachbargemeinden sind Neustift im Mühlkreis im Südwesten, Pfarrkirchen im Mühlkreis im Westen und Norden, Putzleinsdorf im Nordosten und Niederkappel im Osten. Im Südosten, Süden und Südwesten grenzt Hofkirchen an den Bezirk Eferding, wo Haibach ob der Donau und St. Agatha im Südosten, Waldkirchen im Süden und Engelhartszell im Südwesten die Nachbargemeinden darstellen.

### Geologie und Böden
Die Landschaft des Gemeindegebietes ist ein Teil der Böhmischen Masse die auf ein sehr altes Gebirge zurückgeht, dass durch die Variszische Gebirgsbildung im Paläozoikum (Karbon) entstand. Nach der starken Erodierung des ehemaligen Hochgebirges kam es während der Alpidischen Gebirgsbildung im Tertiär zur Aufhebung des kristallinen Grundgebirges um mehrere 100 Meter, wodurch Brüchen und Störungen entstanden. In weiterer Folge kam es im Tertiär und Quartär zur Ablagerung von Sedimenten. Der dominante Bodentyp in der Gemeinde ist silikatische Braunerde. Je nach Hanglage bestehen mittel- bis tiefgründige, reife Böden die nährstoffarm sind aber auf Grund ihres ausgeglichenen Wasserhaushaltes als ertragssicher gelten. Bei Vernässungen, Feuchtwiesen oder entlang von Fließgewässern besteht zudem Gley, der sich für Grünlandbewirtschaftung eignet, in höheren Waldplateaulagen (Pfarrwald) treten auch Podsolierungserscheinungen auf.

### Landschaft und Vegetation
Die Landschaft des Gemeindegebiets kann in drei Teilbereiche gegliedert werden. Im Norden befindet sich das bewaldete Hofkirchner Hochland, das den südlichsten Ausläufer des Böhmerwaldes darstellt. Bei dem Waldgebiet handelt es sich um einen vollständig zusammenhängenden Großbestand, der eine teilweise naturnahe Artenzusammensetzung und Strukturierung (Fichten-Tannen-Buchenwald) aufweist. Teilweise handelt es sich aber auch forstlich stark geprägte Fichtenreinbestände. Der Hauptteil des Gemeindegebiets ist ein reliefiertes Kuppenland mit wechselnderer Ausstattung von Landschaftselementen. Das Gebiet ist mehr oder weniger landwirtschaftlich intensiv geprägt mit mittlerer Höhenlagen sowie verstreuten kleinen Waldflächen. Das Gebiet ist zudem durchgehend locker besiedelt. Die Waldflächen bestehen größtenteils aus forstlich stark geprägte Fichtenreinbestände, in geringerem Ausmaß kommen auch laubholzreiche Teilflächen vor allem mit Buchen vor. Die Landwirtschaft ist gemischt aus Acker- und Grünlandwirtschaft, wobei ein leichter Schwerpunkt im Grünland besteht. Im Süden der Gemeinde liegen die bewaldeten Donaueinhänge und die Donauniederung. Die steilen Hangwälder sind großteils naturnah und Natura 2000 geschützt. Die Artzusammensetzung der Hangwälder ist größtenteils naturnah und mit Eichen-Hainbuchenwald bestockt. Auf den Hängen einmündender Nebentäler bestehen auch Fichtendominierte Bestände.

### Ortsteile der Gemeinde
Das Gemeindegebiet umfasst folgende Ortschaften (in Klammern Einwohnerzahl Stand 1. Jänner 2025):
- Au (21)
- Dorf (40)
- Emmerstorf (119)
- Falkenstein (132)
- Freizell (17)
- Gerastorf (42)
- Hofkirchen im Mühlkreis (798)
- Hötzendorf (49)
- Hundsfülling (63)
- Kling (7)
- Marsbach (35)
- Niederranna (147)
- Oberbumberg (11)
- Wiesen (66) mit dem Edelsitz Katzbrenning

### Nachbargemeinden
| Neustift im Mühlkreis | Pfarrkirchen im Mühlkreis                   | Putzleinsdorf   |
| Engelhartszell (SD)   | Kompassrose, die auf Nachbargemeinden zeigt | Niederkappel    |
|                       | Waldkirchen am Wesen (SD)                   | St. Agatha (GR) |

## Geschichte

### Frühgeschichte und Römerzeit
Der Donauraum war bereits frühzeitig besiedelt, wobei im Gemeindegebiet von Hofkirchen Funde aus der Jungsteinzeit bzw. Bronzezeit nachgewiesen wurden. Von Christi Geburt bis etwa 400 nach Christus bildete die Donau die Grenze zwischen den Römern im Süden und den germanischen Markomannen im Norden, wodurch römische Münzen in Niederranna und Untermühl entdeckt werden konnten. Nach dem Einfall der Heruler im Jahr 480 zogen die Römer aus dem Donauraum ab.

### Mittelalter
Bayrische Siedler begannen ab dem 9. Jahrhundert mit der Besiedelung des Mühlviertels ausgehend von der Donau. Die Besiedelung war anfangs noch spärlich, erst um 1100 begann die Urbarmachung und Besiedelung des sogenannten Nordwaldes, einem damals nahezu undurchdringlichen Waldlandes zwischen der Mühl und der Ranna. Die Hauptlast der Kolonisation trugen die hochfreien Geschlechter der Griesbacher und derer auf Falkenstein. Erst ab den 1160er Jahren sind auch Besitzungen der Passauer an der Donauleiten und an der Kleinen Mühl (Marsbach, Haichenbach, Tannberg) nachweisbar. Zu den ersten Siedlungen auf dem heutigen Gemeindegebiet dürften in unmittelbarer Nähe des Falkensteiner Hofes die Ortschaft Hofkirchen sowie Niederranna an der Donau gewesen sein, wobei letzteres als Lad- und Mautstätte der Falkensteiner diente. Auch bei Hötzendorf und Gerastorf dürfte es sich um falkensteinische Gründungen handeln. Später gründeten die Passauer Marsbach mit den Ladstätten Kling und Freizell sowie den Dörfern Emmerstorf, Wiesen und Hundsfülling. Am 1. September 1333 wurde Hofkirchen durch einen Freiheitsbrief von Albrecht II. das Marktrecht verliehen, wodurch die Ortschaft zur Abhaltung eines Wochenmarktes sowie dem Verkauf von „fünf Pfund“ Salz berechtigt war. Nach einer unbelegten Darstellung soll die Marktverleihung durch Otto dem Fröhlichen 1335 bestätigt worden sein, wodurch sich die Ansicht verbreitete, das 1335 das Jahr der Markterhebung sei. 1459 wurde Hofkirchen durch Erzherzog Albrecht VI zudem das Recht verliehen, am Sankt Ulrichstag einen Jahrmarkt abzuhalten und das Salzhandelsprivileg auf ein unbeschränktes Maß erweitert. Gleichzeitig durften die Hofkirchner das Salz auch nach Böhmen verführen.

### Neuzeit
Die Bewohner von Hofkirchen hatten unterschiedliche Privilegien, wobei insbesondere zwischen den Bürgern und den Söldnern unterschieden wurde. Die Bürger waren Inhaber eines Burgrechts, worunter man ein mit dem Bürgerrecht ausgestattetes Haus verstand. Söldner besaßen hingegen nur eine Sölde (kleines Haus), meist ohne Grund, wobei die Sölde auf einem bürgerlichen Grund stand und der Söldner Zins an den Burgrechtsbesitzer zahlen musste. Während den Bürgern das Ausüben bürgerlicher Gewerbe und der Handel erlaubt war und sie Anteil am Gemeindevermögen genossen, so waren den Söldnern diese bürgerlichen Rechte verwehrt. Trotzdem mussten sie alle bürgerlichen Lasten tragen. Im Urbar von 1527 wurden erstmals die Burgrechte verzeichnet, wobei 37 Burgrechte, eine „kleine Hofmarch“ und fünf Sölden aufgelistet wurden.  Zuletzt bestanden 39 Burgrechte und sieben bürgerliche Sölden. Die Bürger wählten in der Regel alle sechs Jahre am Stephanitag den Marktrichter, der in der Folge von der Herrschaft Falkenstein-Altenhof bestätigt werden musste. Der Marktrichter war nur in geringem Ausmaß mit der Rechtsprechung beschäftigt, sondern musste sich vielmehr um die Ausstellung von Rechtsurkunden, die Durchführung von Verordnungen und der jährlichen Rechnungslegung der Gemeinde kümmern. Daneben bestand ein „innerer Rat“, der an der Besprechung der wichtigsten Geschäfte des Marktrichters teilnahm und der sich aus fünf Ratsbürgern oder Ratsfreunden zusammensetzte. Hinzu kam der sogenannte „äußere Rat“, der den Handel sowie Maße und Gewichte überwachte sowie für die Aufrechterhaltung von Recht und Ordnung sorgte.
In der zweiten Hälfte des 16. Jahrhunderts breitete sich der Protestantismus im Gebiet von Hofkirchen aus und in der Folge traten viele Bauern und die gesamte Marktbevölkerung zur protestantischen Lehre über. Lutherische Prediger wurden vom Pfleger von Falkenstein unterstützt und auch in den Schlosskapellen von Marsbach und Rannariedl predigten Lutheraner. Zu Beginn des 17. Jahrhunderts drängte die Gegenreformation den Protestantismus wieder zurück, wobei 1603 wieder ein katholischer Priester in Hofkirchen belegt ist.

## Bevölkerung

### Bevölkerungsstruktur
2013 lebten in der Gemeinde 1.481 Menschen, womit Hofkirchen im Mühlkreis im Durchschnitt der Gemeinden des Bezirks lag. Ende 2001 waren 98,7 Prozent der Bevölkerung österreichische Staatsbürger (Oberösterreich 92,8 Prozent, Bezirk Rohrbach 96,9 Prozent), bis zum Jahresbeginn 2013 sank der Wert auf 96,6 Prozent (Oberösterreich 91,1 Prozent, Bezirk Rohrbach 96,9 Prozent) an. Insgesamt wurden 2013 in der Gemeinde 50 Ausländer gezählt, die zu 86 Prozent aus Europa (überwiegend aus EU-Ländern) stammten. Insgesamt lebten in Hofkirchen 2013 105 Menschen mit einem ausländischen Geburtsland. Zur römisch-katholischen Kirche bekannten sich 2001 97,6 Prozent der Einwohner (Oberösterreich: 88,6 Prozent), 1,0 Prozent waren ohne Bekenntnis, 0,3 Prozent islamischen Glaubens und 0,8 Prozent evangelisch.
Der Altersdurchschnitt der Gemeindebevölkerung lag 2001 ungefähr im Landesdurchschnitt. 19,4 Prozent der Einwohner von Niederwaldkirchen waren jünger als 15 Jahre (Oberösterreich: 18,8 Prozent), 62,6 Prozent zwischen 15 und 59 Jahre alt (Oberösterreich: 61,6 Prozent). Der Anteil der Einwohner über 59 Jahre lag mit 18,0 Prozent unter dem Landesdurchschnitt von 20,2 Prozent. Der Altersdurchschnitt der Bevölkerung von Hofkirchen veränderte sich in der Folge vor allem in den ersten zwei Segmenten. Der Anteil der unter 15-jährigen sank per 1. Jänner 2013 auf 14,4 Prozent, während sich der Anteil der Menschen zwischen 15 und 59 Jahren auf 69,6 Prozent deutlich erhöhte. Der Anteil der über 59-jährigen fiel leicht auf 16,0 Prozent. Nach dem Familienstand waren 2001 47,8 Prozent der Einwohner von Hofkirchen ledig, 43,7 Prozent verheiratet, 6,1 Prozent verwitwet und 2,3 Prozent geschieden.

### Bevölkerungsentwicklung
Das heutige Gemeindegebiet von Hofkirchen im Mühlkreis erlebte seit dem späten 19. Jahrhundert verglichen mit dem Bezirk Rohrbach eine nahezu analoge Bevölkerungsentwicklung. Blieb die Einwohnerzahl von 1869 bis 2013 im Bezirk Rohrbach praktisch gleich, so schrumpfte die Einwohnerzahl von Hofkirchen in diesem Zeitraum um rund drei Prozent. Die Einwohnerzahl des Bundeslandes Oberösterreich verdoppelte sich hingegen nahezu. Die Einwohnerentwicklung von Hofkirchen schwankte dabei über die letzten 150 Jahre in einem relativ engen Korridor. So sank die Einwohnerzahl zwischen 1869 und 1900 zunächst von 1.515 Einwohnern auf 1.305 bzw. um 14 Prozent, um danach zu stagnieren. in der Folge bewegte sich die Einwohnerzahl bis zum Beginn der 1970er Jahre zwischen rund 1.300 und 1.400 Einwohnern, erst seitdem entwickelte sich ein kontinuierlicher, wenn auch langsamer Bevölkerungszuwachs. Maßgeblich für die Einwohnerentwicklung in der Gemeinde ist eine merkliche Abwanderung sowie ein deutlicher Geburtenüberschuss. So verzeichnete die Gemeinde in den 1900er bis 2000er Jahren zwar eine Abwanderung von rund 40 bis 100 Personen pro Jahrzehnt, diese konnte jedoch durch einen leicht höheren Geburtenüberschuss jeweils ausgeglichen werden. Dieser Trend setzte sich auch nach der Jahrtausendwende fort.

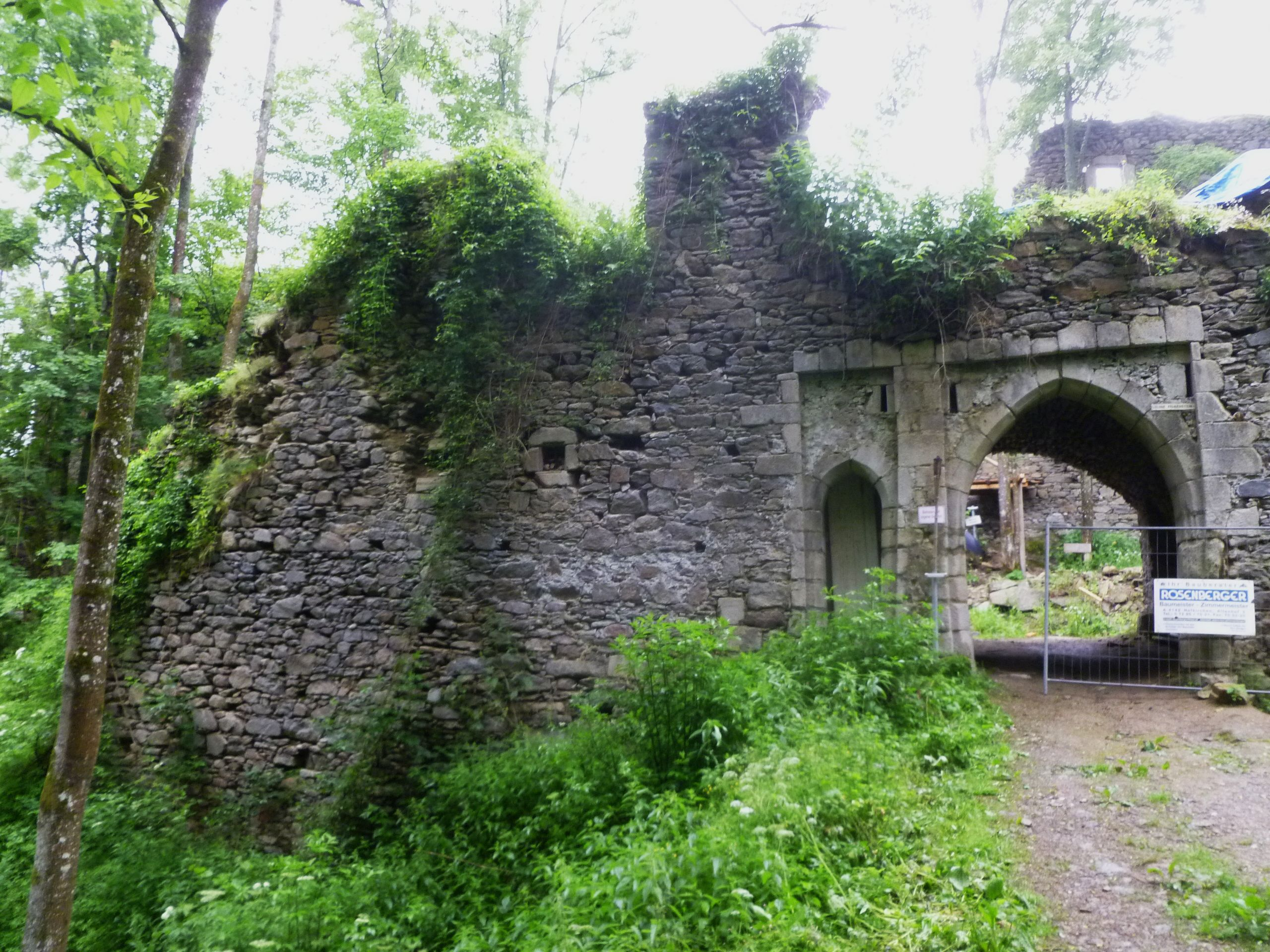
Burgruine Falkenstein

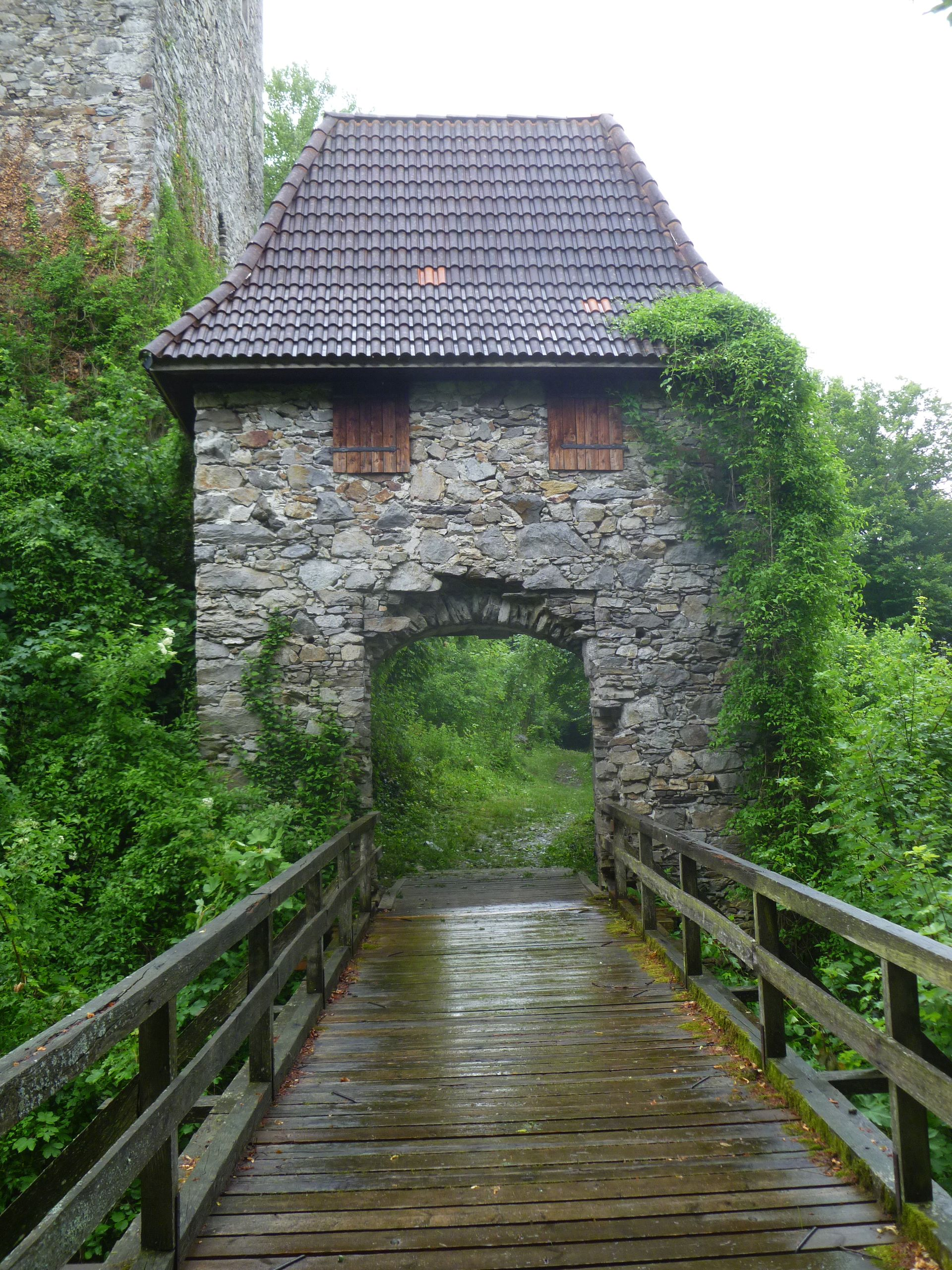
Burg Haichenbach

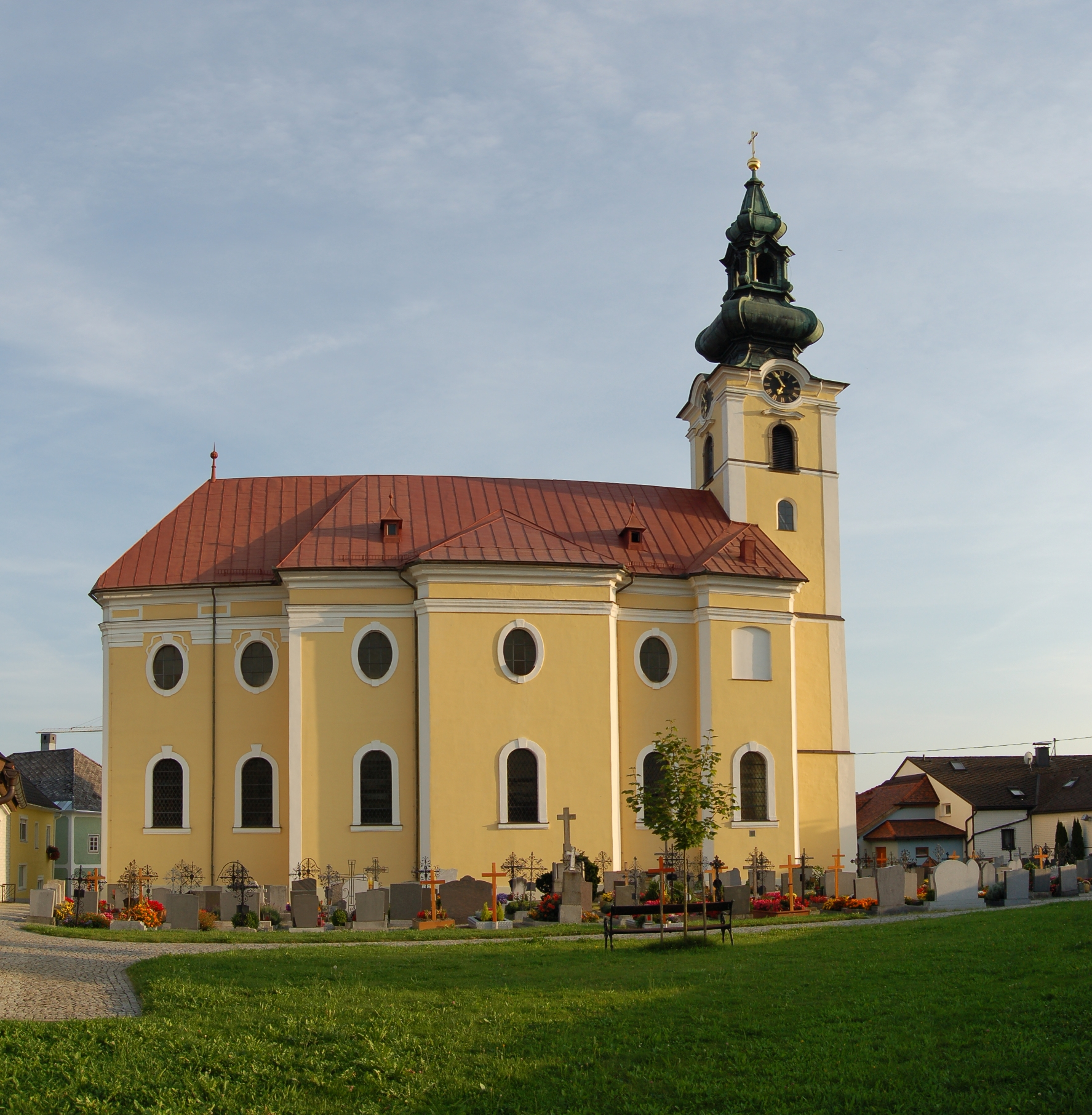
Pfarrkirche Hofkirchen

## Kultur und Sehenswürdigkeiten
In Hofkirchen bestehen 15 denkmalgeschützte, unbewegliche Objekte, wobei die Gemeinde reich an Ruinen, Burgen und Schlössern ist. Bei der Burgruine Falkenstein handelt es sich um eine ehemalige, große Burg über dem Rannatal, die bereits Mitte des 12. Jahrhunderts urkundlich erwähnt wurde. Auch die Burgruine Haichenbach ist erstmals Mitte des 12. Jahrhunderts urkundlich erwähnt worden. Sie liegt über der Schlögener Schlinge und bietet vom Burgturm eine weite Fernsicht. Im Gegensatz zu den beiden Ruinen ist Burg Marsbach noch erhalten. Sie liegt an einem Steilabfall zur linken Donauseite und ist bereits seit 1075 urkundlich belegt. Beim Schloss Freizell handelt es sich um eine nur mehr in Teilen erhaltene Anlage, die aus dem Spätmittelalter stammt. Neben den herrschaftlichen Anlagen steht unter anderem die Pfarrkirche hl. Ulrich sowie der Pfarrhof unter Denkmalschutz. Hinzu kommen auch vier Wohn- bzw. Bürgerhäuser im Markt, das Rathaus und der Marktbrunnen. Seit 2010 verfügt die Gemeinde mit drei Labyrinthen über moderne Sehenswürdigkeiten, wobei sich das Labyrinth-Thema auch in Kunstwerken und privaten Anlagen widerspiegelt. Bei den drei Labyrinthen handelt es sich um ein Pflanzen-Labyrinth, ein Stein-Labyrinth und ein Kunst-Labyrinth.

### Regelmäßige Veranstaltungen
- Eine Weinmesse findet jeden ersten Samstag im Mai statt.
- Ende April wird von der TSU 1960 Hofkirchen das eintägige Rockfestival „Hofkirchen Rock City“ ausgerichtet.[8]
- Alle zwei Jahre am Schulschlusswochenende im Juli wird das Straßenkunstfestival Mühlviertler Speckdackel durchgeführt. (findet seit 2020 nicht mehr statt)
- Im Juli veranstaltet die Feuerwehr alljährlich das Waldfest im G'Stockatraidl.

## Wirtschaft und Infrastruktur

### Arbeitsstätten und Beschäftigte
Hofkirchen im Mühlkreis beherbergte Ende Oktober 2011 136 Arbeitsstätten mit 618 Beschäftigten, wobei alleine im Bereich der Sachgütererzeugung 238 Menschen bzw. rund 39 Prozent der Beschäftigten in Hofkirchen in elf Arbeitsstätten arbeiteten. In der Sachgütererzeugung findet sich mit der Global Hydro Energy GmbH auch der größte Arbeitgeber der Gemeinde, der in Niederranna mit mehr als 150 Beschäftigten Kleinwasserkraftanlagen und Turbinen herstellt. Hinter der Sachgütererzeugung war 2011 der Handel mit 93 Beschäftigten (15 Prozent der Beschäftigten) und 17 Arbeitsstätten von Bedeutung, dahinter folgten der Bereich Land- und Forstwirtschaft mit 73 Beschäftigten (12 Prozent) an 49 Arbeitsstätten und das Erziehungs- und Unterrichtswesen mit 45 Beschäftigten (sieben Prozent). Weitere wichtige Branchen waren das Gesundheits- und Sozialwesen sowie das Beherbergungs- und Gastronomiewesen mit sechs bzw. fünf Prozent.
Von den 2010 in Hofkirchen lebenden 793 Erwerbspersonen waren nur 1,0 Prozent arbeitslos. Von den 779 Erwerbstätigen waren 210 in der Sachgütererzeugung (27 Prozent), 291 im Handel (14 Prozent) und 191 im Gesundheits- und Sozialwesen (9 Prozent) beschäftigt. Weitere wichtige Branchen waren der Handel mit einem Anteil von 11 Prozent vor dem Bauwesen mit neun Prozent und dem Gesundheits- und Sozialwesen bzw. der Land- und Forstwirtschaft mit je acht Prozent. Von den 768 Erwerbstätigen aus Hofkirchen (ohne temporär von der Arbeit abwesende Personen erwerbstätigen Einwohnern) gingen Ende Oktober 2011 272 Personen in Hofkirchen ihrer Beschäftigung nach. 496 bzw. 65 Prozent mussten zur Arbeit auspendeln. Von den Auspendlern hatten 32 Prozent ihre Arbeitsstätte in der Landeshauptstadt Linz und 41 Prozent im Bezirk Rohrbach. Wichtigste Auspendlergemeinden neben Linz waren Sarleinsbach, die Bezirkshauptstadt Rohrbach und Lembach im Mühlkreis. Im Gegenzug pendelten 294 Menschen nach Hofkirchen ein, wobei 76 Prozent aus dem Bezirk Rohrbach stammten. Wichtigste Herkunftsgemeinden waren Pfarrkirchen im Mühlkreis, Neustift im Mühlkreis und Putzleinsdorf.

### Gemeindefinanzen
Die Gemeinde Hofkirchen verfügte im Jahr 2013 über Einnahmen von rund 5,5 Millionen Euro. Alleine 2,6 Millionen Euro erwirtschaftete die Gemeinde dabei aus Gebühren für Dienstleistungen wie Abwasserentsorgung, Abfallbeseitigung und Wasserversorgung, wobei die Gebühren für die Abwasserbeseitigung mit rund 2,3 Millionen Euro den größten Anteil ausmachten. Aus öffentlichen Abgaben lukrierte Hofkirchen rund 1,65 Millionen Euro. Dabei erhielt die Gemeinde rund 1,1 Millionen aus Ertragsanteilen an gemeinschaftlichen Bundesabgaben und rund 0,55 Millionen aus Gemeindeabgaben. Etwa drei Viertel der Gemeindeabgaben stammen aus der Kommunalsteuer, 20 Prozent aus der Grundsteuer B, wobei 2012 das größte steuerpflichtige Unternehmen im Gemeindegebiet alleine rund 49 % des gesamten Kommunalsteueraufkommens bezahlte. Drittgrößter Einnahmenposten war der Bereich Unterricht, Erziehung, Sport und Wissenschaft mit rund 0,7 Millionen Euro, wobei die Gemeinde insbesondere für die Hauptschule und den Kindergarten Einnahmen erzielte. Weitere 0,2 Millionen Euro erlöste die Gemeinde aus Einnahmen für den Straßenbau und dem Bauhof. Den Einnahmen standen 2013 Ausgaben von 5,45 Millionen Euro gegenüber, wodurch die Gemeinde einen leichten Überschuss erzielen konnte. Hauptausgabeposten waren mit 2,65 Millionen Euro Dienstleistungen der Gemeinde, wobei sich erneut die Abwasserentsorgung mit 2,35 Millionen Euro am stärksten zu Buche schlug. Eine weitere Million Euro wendete die Gemeinde für den Bereich Unterricht, Erziehung, Sport und Wissenschaft auf, wobei 59 Prozent der Ausgaben auf die Hauptschule und 26 Prozent auf den Kindergarten entfielen. Für die Gemeindeverwaltung und die Kosten der gewählte Gemeindeorgane gab Hofkirchen 0,4 Millionen Euro aus, 0,35 Millionen Euro entfielen auf Soziale Wohlfahrt und Wohnbauförderung (Sozialhilfeverbandsumlage), je 0,3 Millionen Euro auf die Bereiche Gesundheit (insbesondere Krankenanstaltenbeitrag) bzw. Straßen- und Wasserbau.
Mit ihrer Finanzkraft rangierte die Marktgemeinde im Vergleich mit den übrigen 444 Gemeinden in Oberösterreich 2012 an 124. Stelle und nahm innerhalb der Gemeinden des Bezirkes Rohrbach den 5. Rang ein. Bezogen auf einer Pro-Kopf-Verschuldung von 4.584 Euro im Jahr 2012 rangierte die Gemeinde an 23. Stelle und nahm innerhalb der 42 Gemeinden des Bezirkes Rohrbach den 8. Rang ein.

### Land- und Forstwirtschaft
Die Statistik wies für die Gemeinde Hofkirchen im Jahr 2010 insgesamt 74 land- und forstwirtschaftliche Betriebe aus. Darunter befanden sich 31 Haupterwerbsbetriebe und 37 Nebenerwerbsbetriebe sowie vier Betriebe juristischer Personen bzw. zwei Personengemeinschaften. Die Gesamtbetriebszahl war gegenüber 1999 um 14 Betriebe bzw. 16 Prozent gesunken, wobei die Zahl der Haupterwerbsbetriebe entgegen dem Bezirks- und Landestrend stärker als die Zahl der Nebenerwerbsbetriebe gesunken war. Gemeinsam bewirtschafteten die Betriebe 2010 insgesamt 1640 Hektar Fläche, wobei 59 Prozent der Fläche von Vollerwerbsbauern und 36 Prozent von Nebenerwerbslandwirten bewirtschaftet wurden. Die Durchschnittsfläche der Vollerwerbsbauern lag dabei mit 31,1 Hektar deutlich unter dem Bezirksschnitt (34,7 Hektar) bzw. dem oberösterreichischen Durchschnitt von 33,8 Hektar.

### Verkehr
Bis ins 19. Jahrhundert war die Donau der Hauptverkehrsweg  für die Ein- und Ausfuhr von Waren, wobei die Verladestationen in Niederranna, Freizell und Kling für Handel und Verkehr bedeutend waren.  Der Transport erfolgte zunächst durch Flöße, ab 1830 auch durch Dampfschiffe. Am Landweg nutzten die Menschen den im 11. bis 12. Jahrhundert errichteten „alte Salzweg“, der  von der Rannamündung  kommend über Pfarrkirchen bis nach Böhmen führte. Um 1500 wurde der „neue Salzweg“ schräg über die Salzleiten von Niederranna zur alten Salzweg gebaut. Auf der Hochfläche diente hingegen eine West-Ost-Straße als Hauptweg, der von Bayern über Hofkirchen bis nach Lembach führte. Die Straßenverbindungen blieben aber bis ins 19. Jahrhundert sehr schlecht, erst ab den 1880er Jahren erfolgte der Ausbau der Straßen. So wurde zwischen 1882 und 1883 die Straße nach Lembach ausgebaut, zwischen 1906 und 1908 folgte der Neubau der Straße zwischen Niederranna und Hofkirchen sowie von 1910 bis 1914 bzw. 1919 bis 1923 der Neubau der Straße zwischen Kling und Marsbach.
Wichtigste Straßenverbindung ist heute die Falkenstein Landesstraße (L 584), die vom östlich gelegenen Lembach im Mühlkreis über Putzleinsdorf nach Hofkirchen führt und danach nach Norden über Pfarrkirchen und Oberkappel bis an die deutsche Staatsgrenze führt. Ausgehend vom Markt Hofkirchen führt die Niederkappeler Bezirksstraße in südöstlicher Richtung nach Niederkappel und in nördlicher Richtung weiter bis nach Lembach. Die Ebenhoch Landesstraße (L 587) zweigt hingegen westlich des Marktes von der Falkenstein Landesstraße ab und führt in südlicher Richtung durch Niederranna und über die Donau bis nach Waldkirchen am Wesen. Mit der Rannariedler Bezirksstraße (L 1541) besteht eine weitere Landesstraße, die ausgehend von Niederranna zunächst in nordöstlicher Richtung und danach in nördlicher Richtung nach Neustift im Mühlkreis und weiter nach Oberkappel führt.

### Bildung
Die Volksschule in Hofkirchen besuchten im Schuljahr 2013/14 57 Schüler, wobei vier Klassen bestanden. Seit Mitte der 1960er Jahre ist Hofkirchen auch Standort einer Hauptschule bzw. eines polytechnischen Lehrgangs, wobei die Klassen zwischen 1966 und 1970 in der alten Volksschule, in der Zinöckervilla und im neuen Volksschulgebäude untergebracht werden mussten. 1970 begann der Bau der Hauptschule, woraufhin 1972 die ersten Klassen einziehen konnten. Die offizielle Einweihung erfolgte 1974, bereits zwischen 1988 und 1990 folgte ein Erweiterungsbau. Im Schuljahr 2013/14 bestanden in der Hauptschule acht Klassen, die von 157 Kindern besucht wurden.

## Politik

### Gemeinderat
Der Gemeinderat als oberstes Gremium der Gemeinde umfasst 19 Sitze und wird alle sechs Jahre im Zuge oberösterreichweiter Gemeinderatswahlen gewählt. Der Gemeindevorstand setzt sich aus fünf Mitgliedern zusammen, wobei die Österreichische Volkspartei (ÖVP) nach der Gemeinderatswahl 2009 mit dem Bürgermeister, dem Vizebürgermeister und zwei weiteren Mitgliedern im Gemeindevorstand vertreten ist und damit in diesem Gremium die absolute Mehrheit stellt. Die Sozialdemokratische Partei Österreichs (SPÖ) entsendet ein weiteres Mitglieder.
Stärkste Fraktion im Gemeinderat von Hofkirchen im Mühlkreis ist seit jeher die ÖVP, die in der Zeit seit 1945 immer die absolute Stimmen- und Mandatsmehrheit erzielte bzw. mit einer Ausnahme auch immer über eine Zweidrittelmehrheit verfügte. 1955 kam die ÖVP mit 87,8 Prozent auf ihr bisher bestes Ergebnis, 2003 verzeichnete sie mit 64,7 Prozent ihr schlechtestes Ergebnis. Zweitstärkste Partei im Gemeinderat von Hofkirchen im Mühlkreis war immer die SPÖ, die seit 1945 auf Ergebnisse zwischen 12,2 und 24,9 Prozent kam. Ihr bestes Ergebnis hatte die SPÖ dabei 1985, ihr schlechtestes 1955. Die Freiheitliche Partei Österreichs (FPÖ) trat 1973 erstmals in der Gemeinde an und konnte dabei 9,1 Prozent erreichen, bereits 1979 schied die FPÖ wieder aus dem Gemeinderat aus. Erst 1991 kandidierte die FPÖ erneut in Hofkirchen, wobei sie 5,1 Prozent und 1997 10,8 Prozent erreicht. Bereits 2003 schied sie mit 2,9 Prozent neuerlich aus dem Gemeinderat aus. Die Grünen schafften hingegen 2003 mit 10,1 Prozent erstmals den Einzug in den Gemeinderat. Bei der letzten Gemeinderatswahl 2009 erreichte die ÖVP 68,6 Prozent bzw. 13 Mandate, die SPÖ kam auf 20,1 Prozent bzw. vier Mandate, die Grünen erzielten 11,3 Prozent sowie zwei Mandate.
- Mit den Gemeinderats- und Bürgermeisterwahlen in Oberösterreich 1997 hatte der Gemeinderat folgende Verteilung: 13 ÖVP, 4 SPÖ und 2 FPÖ.[14]

- Mit den Gemeinderats- und Bürgermeisterwahlen in Oberösterreich 2003 hatte der Gemeinderat folgende Verteilung: 13 ÖVP, 4 SPÖ und 2 GRÜNE.[15]

- Mit den Gemeinderats- und Bürgermeisterwahlen in Oberösterreich 2009 hatte der Gemeinderat folgende Verteilung: 13 ÖVP, 4 SPÖ und 2 GRÜNE.[16]

- Mit den Gemeinderats- und Bürgermeisterwahlen in Oberösterreich 2015 hatte der Gemeinderat folgende Verteilung: 11 ÖVP, 3 SPÖ, 2 FPÖ, 2 GRÜNE und 1 NEOS.[17]

- Mit den Gemeinderats- und Bürgermeisterwahlen in Oberösterreich 2021 hat der Gemeinderat folgende Verteilung: 12 ÖVP, 3 SPÖ, 2 FPÖ und 2 GRÜNE.[18]

### Bürgermeister
Der Bürgermeister wird seit 1997 in einer Direktwahl bestimmt, wobei es bei keiner absoluten Mehrheit für einen Kandidaten zu einer Stichwahl kommt. Die erste Direktwahl konnte der seit 1988 amtierende Bürgermeister Erich Moser (ÖVP) mit 82,2 Prozent im ersten Wahlgang gegen den Kandidaten der SPÖ für sich entscheiden. 2003 wurde Moser von Martin Raab (ÖVP) abgelöst, der bei der Bürgermeisterdirektwahl im ersten Wahlgang auf 78,7 Prozent kam. 2003 kandidierten dabei Kandidaten der SPÖ und Grünen gegen Raab. Raab wurde 2009 mit 80,4 Prozent neuerlich im Amt bestätigt, wobei bei dieser Wahl nur ein Kandidat der Grünen gegen ihn kandidierte.
Bürgermeister seit 1850:
| Amtszeit  | Name               | Amtszeit  | Name             |
| --------- | ------------------ | --------- | ---------------- |
| 1850–1858 | Johann Stuböck     | 1944–1945 | Anton Höglinger  |
| 1858–1861 | Michael Preininger | 1945      | Johann Mayrhofer |
| 1861–1879 | Johann Rauscher    | 1945–1946 | Roman Gahleitner |
| 1879–1900 | Alois Wimmer       | 1946–1949 | Leopold Zinöcker |
| 1900–1902 | Anton Arnezeder    | 1949–1973 | Adalbert Thaler  |
| 1902–1903 | Josef Eggetsberger | 1973–1988 | Norbert Heinzl   |
| 1903–1933 | Karl Bogg          | 1988–2003 | Erich Moser      |
| 1933–1935 | Anton Hackl        | 2003–2025 | Martin Raab      |
| 1935–1942 | Leopold Zinöcker   | seit 2025 | Martin Mairhofer |
| 1942–1944 | Josef Wurzer       |           |                  |

### Sonstige Wahlen
Wie bei Gemeinderatswahlen dominiert die ÖVP auch bei Landtagswahlen in der Gemeinde. Bis 2003 konnte die ÖVP dabei mit Ausnahme einer Wahl bis 1997 eine Zweidrittelmehrheit erzielen, wobei sie 1979 mit 81,9 Prozent ihr bisher bestes Ergebnis erzielte. Seitdem verlor die ÖVP jedoch sukzessive an Stimmenanteilen. Zweitstärkste Partei war bei Landtagswahlen bis 1991 immer die SPÖ, die Wahlergebnisse zwischen 14,4 und 23,8 Prozent für sich verbuchen konnte. Ihr bestes Ergebnis hatte die SPÖ dabei 2003, ihr schlechtestes 2009. Die FPÖ kam in der Gemeinde 1949 als VdU noch auf 11,2 Prozent, danach blieb sie bis 1985 mit einer Ausnahme immer unter rund 3 Prozent. Erst mit der Wahl 1991 konnte die FPÖ mit 9,4 Prozent wieder ein nennenswertes Ergebnis erzielen. 1997 konnte die FPÖ mit 11,7 Prozent ihr bisher bestes Ergebnis erreichen, danach stürzte sie jedoch auf 3,8 Prozent ab. Bei der letzten Landtagswahl 2009 kam die ÖVP mit 61,6 Prozent und ihrem bisher niedrigsten Ergebnis auf den ersten Platz. Die SPÖ kam nur noch auf 14,4 Prozent und musste damit rund 9 Prozent ihrer Stimmenanteile abgeben. Die FPÖ erreichte mit 10,9 Prozent ihr bisher zweitbestes Ergebnis, die Grünen kamen mit 10,1 Prozent auf ihr bestes Wahlergebnis.

### Wappen
Das Wappen der Gemeinde Hofkirchen im Mühlkreis ist vergleichsweise alt, jedoch ist die Wappenverleihung an Hofkirchen nicht durch eine Urkunde belegt. Der erste Nachweis über die Verwendung des Marktwappens stammt vom 25. Juli 1571, als in einem Abdruck auf dem „Gewaltbrief wegen Fürkaufs“ der Märkte des oberen Mühlviertels ein Siegel mit der Umschrift „S . HOFKHIRICHEN . PEI . VALKHENSTAIN“ und der Jahreszahl 1541 abgedruckt wurde. In späteren Beschreibungen des Wappens wurde der Zubau der Pfarrkirche fälschlich als „Rathaus“ bezeichnet, wodurch in der Folgezeit auch das Wappen dementsprechend dargestellt wurde. Die Blasonierung des Wappens lautet: In Blau auf grünem Dreiberg eine silberne durchgehende Mauer mit schwarz geöffnetem Rundbogentor und zwei Fenstern; dahinter aufragend eine silberne Kirche mit schwarzen Dächern, zwei Fenstern an der Giebelseite des Längsschiffes sowie drei am Flankenturm und zwei am Zubau, das Zeltdach des Turmes mit goldenem Knauf und Kreuz besteckt. Das Wappen versinnbildlicht dabei die Benennung der Siedlung nach der neben einem Herrschaftshof errichteten Kirche, wobei der Name „Hofkirgen“ bereits um 1160 in einer bayerischen Urkunde genannt wurde. Die Gemeindefarben Blau-Weiß-Grün werden nach altem Herkommen, jedoch ohne offizielle Genehmigung geführt.

## Persönlichkeiten

### Söhne und Töchter der Gemeinde
- Johann Eberhard Neidhardt (1607 auf Schloss Falkenstein–1681), Kardinalpriester
- Josef Schlagnitweit (1881–1922), Landwirt und Politiker (CSP)
- Hermann Harrauer (* 1941), Papyrologe

### Mit der Gemeinde verbundene Persönlichkeiten
- Gertraud Scheiblberger (* 1966), Politikerin (ÖVP)